# Pásztorkarakara
A pásztorkarakara (Milvago chimachima) a madarak osztályának sólyomalakúak (Falconiformes) rendjébe és a sólyomfélék (Falconidae) családjába tartozó faj.

## Rendszerezése
A fajt Louis Pierre Vieillot írta le 1816-ban, a Polyborus nembe Polyborus chimachima néven.

## Alfajai
- Milvago chimachima chimachima (Vieillot, 1816)
- Milvago chimachima cordatus Bangs & T. E. Penard, 1918[2]

## Előfordulása
Aruba, Bonaire, Curaçao, Trinidad és Tobago, Costa Rica, Panama, Argentína, Brazília, Bolívia, Kolumbia, Ecuador, Francia Guyana, Guyana, Paraguay, Peru, Suriname, Uruguay és Venezuela területén honos.
Természetes élőhelyei a szubtrópusi és trópusi füves puszták, szavannák és cserjések. Állandó, nem vonul faj.

## Megjelenése
Testhossza  40–45 centiméter, szárnyszélesség 74–95 centiméter, a hím testtömege 277–335 gramm, a tojóé 307–364 gramm.
|  |  |  |

## Életmódja
Mindenevő, dögöt, rovarokat és kisebb gerinceseket is fogyaszt.

## Természetvédelmi helyzete
Az elterjedési területe rendkívül nagy, egyedszáma pedig növekszik. A Természetvédelmi Világszövetség Vörös listáján nem fenyegetett fajként szerepel.